# Romano Bobone (cardinale XII secolo)
Romano Bobone (... – Roma, 1189) è stato un cardinale italiano della Chiesa cattolica, vissuto nel XII secolo e nominato da papa Clemente III.

## Biografia
Non si conosce la data e il luogo di nascita che si presume fosse Roma dove la sua famiglia era già molto bene introdotta nella Curia romana.
Nel 1187 assieme al cardinale Soffredo fu nominato legato pontificio in Francia per mediare la pace tra re Filippo II e re Enrico II d'Inghilterra; i due legati riuscirono a trovare una tregua di due anni tra le parti.
Il 21 marzo 1188 fu nominato cardinale diacono di San Giorgio in Velabro da Clemente III.
Secondo l'Aubery, fu passato alla chiesa di Porto. Sembra che padre Federigo da S. Pietro, agostiniano scalzo, confonda Bobone Romano con Bobone Orsini, cardinale diacono di Sant'Angelo, là dove dice che prima della diaconia di San Giorgio ebbe quella di Sant'Angelo, cosa che contraddice con quanto asserito dal Ciacconio.
Morì nel 1189.